# سیرآب (آوج)
سیرآب (آوج)، روستایی از توابع بخش آبگرم شهرستان آوج در استان قزوین ایران است.
تابستان های معتدل و زمستان های بسیار سردی دارد 

## جمعیت
مردم این روستا به زبان ترکی آذربایجانی سخن میگویند . این روستا در دهستان خرقان شرقی قرار دارد و براساس سرشماری مرکز آمار ایران در سال ۱۳۸۵، جمعیت آن ۲۶۰ نفر (۶۸خانوار) بوده‌است.